# Billbergia alfonsi-joannis
Billbergia alfonsi-joannis är en gräsväxtart som beskrevs av Raulino Reitz. Billbergia alfonsi-joannis ingår i släktet Billbergia och familjen Bromeliaceae. Inga underarter finns listade i Catalogue of Life.